# Standardrente
Die Standardrente (oft auch Eckrente genannt) ist – gemäß § 154 Abs. 3 Satz 1 Nr. 2 Sechstes Buch Sozialgesetzbuch (SGB VI) – eine Regelaltersrente mit genau 45 Entgeltpunkten. Sie ist eine im Rentenrecht verwendete Rechengröße. Sie wird dazu verwendet, das Standardrentenniveau sowie den Nachhaltigkeitsfaktor zu berechnen. Ausgezahlt werden Renten jedoch nur nach Abzug des Eigenbeitrags der Rentner zur KVdR und PVdR, daher wird die daraus resultierende verfügbare Eckrente hier dargestellt.

## Höhe der Standardrente und der verfügbaren Eckrente
| Stichtag | West          | Ost                  |
| --- | ------------- | -------------------- |
| 30.06.1990 | 826,24 Euro   | 240,31–307,80 Euro2) |
| 01.07.1990 | 852,33 Euro   | 343,59 Euro          |
| 01.01.1991 | 852,33 Euro   | 395,23 Euro          |
| 01.07.1991 | 895,25 Euro   | 454,54 Euro          |
| 01.01.1992 | 895,25 Euro   | 507,60 Euro          |
| 01.07.1992 | 919,54 Euro   | 572,51 Euro          |
| 01.01.1993 | 919,54 Euro   | 607,41 Euro          |
| 01.07.1993 | 955,05 Euro   | 693,91 Euro          |
| 01.01.1994 | 955,05 Euro   | 719,15 Euro          |
| 01.07.1994 | 987,46 Euro   | 741,97 Euro          |
| 01.01.1995 | 982,17 Euro   | 758,55 Euro          |
| 01.07.1995 | 988,15 Euro   | 778,21 Euro          |
| 01.01.1996 | 988,15 Euro   | 812,27 Euro          |
| 01.07.1996 | 992,72 Euro   | 816,82 Euro          |
| 01.07.1997 | 1.009,10 Euro | 859,36 Euro          |
| 01.07.1998 | 1.012,47 Euro | 866,06 Euro          |
| 01.07.1999 | 1.026,62 Euro | 890,22 Euro          |
| 01.07.2000 | 1.032,79 Euro | 896,00 Euro          |
| 01.07.2001 | 1.051,99 Euro | 915,86 Euro          |
| 01.07.2002 | 1.072,35 Euro | 941,32 Euro          |
| 01.07.2003 | 1.081,79 Euro | 950,97 Euro          |
| 01.07.2004 | 1.071,79 Euro | 944,24 Euro          |
| 01.07.2005 | 1.063,41 Euro | 936,87 Euro          |
| 01.07.2006 | 1.066,35 Euro | 939,46 Euro          |
| 01.07.2007 | 1.067,80 Euro | 940,37 Euro          |
| 01.07.2008 | 1.077,02 Euro | 948,56 Euro          |
| 01.07.2009 | 1.100,84 Euro | 976,59 Euro          |
| 01.07.2010 | 1.102,67 Euro | 978,22 Euro          |
| 01.07.2011 | 1.109,91 Euro | 984,65 Euro          |
| 01.07.2012 | 1.134,15 Euro | 1.006,88 Euro        |
| 01.07.2013 | 1.135,71 Euro | 1.038,85 Euro        |
| 01.07.2014 | 1.154,68 Euro | 1.065,08 Euro        |
| 01.07.2015 | 1.174,96 Euro | 1.088,07 Euro        |
| 01.07.2016 | 1.222,09 Euro | 1.150,26 Euro        |
| 01.07.2017 | 1.242,58 Euro | 1.188,92 Euro        |
| 01.07.2018 | 1.284,06 Euro | 1.230,34 Euro        |
| 01.07.2019 | 1.326,63 Euro | 1.280,06 Euro        |
| 01.07.2020 | 1.370,85 Euro | 1.332,36 Euro        |
| Hinweis: Die ermittelten DM-Beträge wurden mit dem amtl. festgelegten Umrechnungskurs 1 Euro = 1,95583 DM in Euro umgerechnet. |               |                      |
| 1) nach Abzug des durchschnittlichen Eigenbeitrags der Rentner zur KVdR und PVdR                                               |               |                      |
| 2) Je nach Zugangsjahr (1970: 470 Mark, 1990: 602 Mark).                                                                       |               |                      |

Gemäß der Rentenformel ergibt sich die Höhe einer Rente wie folgt:
monatliche Rente = Entgeltpunkte * Zugangsfaktor * Rentenartfaktor * aktueller Rentenwert (EZRA)
Für eine Standardrente gilt dabei:
- der Zugangsfaktor ist 1,0 (da festgelegt als Regelaltersrente)
- die Anzahl an Entgeltpunkten ist 45 (so festgelegt)
- der Rentenartfaktor ist 1,0 (da festgelegt als Regelaltersrente)
- der aktuelle Rentenwert beträgt 34,19 Euro (seit 1. Juli 2020; Ost: 33,23)

In die Rentenformel eingesetzt ergibt sich dann (2020):
Standardrente = 1,0 * 45 Entgeltpunkte * 1,0 * 34,19 = 1.538,55 Euro
Die Höhe einer Standardrente liegt seit 1. Juli 2020 bei 1.538,55 Euro (brutto). Gemäß § 68 Abs. 1 SGB VI wird der aktuelle Rentenwert zum 1. Juli jeden Jahres anhand der Rentenanpassungsformel angepasst. Im Jahr 2020 stieg er um 3,45 Prozent in den alten Ländern und um 4,20 Prozent in den neuen Ländern. Damit stieg die Eckrente von 1.487,25 Euro auf 1.538,55 Euro.
Für die neuen Bundesländer gilt gemäß § 255a SGB VI der aktuelle Rentenwert (Ost), welcher aktuell (seit 1. Juli 2020) bei 33,23 Euro liegt. Die sonstigen Werte in der Rentenformel sind identisch mit dem Beispiel oben (für Westdeutschland). Die Standardrente im Beitrittsgebiet (neue Bundesländer) liegt aktuell bei 1.495,35 Euro (brutto). Bis zum 1. Juli 2020 betrug der aktuelle Rentenwert (Ost) 31,89 Euro und die Standardrente (Ost) damit 1.435,05 Euro.
Die Jahres-Standardrente für ein ganzes Kalenderjahr (statt einem Stichtag) wird ermittelt, indem sechsmal die Standardrente bis zum 30. Juni eines Jahres und sechsmal die Standardrente ab 1. Juli desselben Jahres addiert werden. Dieser Wert wird zur Berechnung des Standardrentenniveaus sowie des Nachhaltigkeitsfaktors benötigt. Die durchschnittliche Jahres-Standardrente betrug für das Jahr 2020 18.154,80 Euro im Jahr. Sie ist jedoch nicht verfügbar, denn von der Rente werden noch Beiträge zur Sozialversicherung abgezogen, ggf. müssen auch Steuern gezahlt werden.
Verfügbare Eckrenten (Tabellenwerte)
Die verfügbare Eckrente ist aufgrund Abzug des durchschnittlichen Eigenbeitrags der Rentner zur KVdR und PVdR geringer, es werden ab Mitte 2020 im Westen nur 1370,89 Euro überwiesen und nicht die vollen 1.538,55 Euro. Es müssen ggf. noch Steuern bezahlt werden da evtl. noch andere Einkommen erzielt werden.

## Eckrentner
Um die Standardrente zu veranschaulichen, wird häufig die Bezeichnung Eckrentner benutzt. Eckrentner ist eine Person mit einer angenommenen modellhaften Erwerbsbiografie. Der Eckrentner bezieht eine Regelaltersrente und hat zuvor 45 Jahre lang Beiträge in die gesetzliche Rentenversicherung jeweils in Höhe des Beitrags für ein Durchschnittsentgelt gezahlt. Sein versichertes Einkommen entsprach also stets dem Durchschnittsentgelt. Die Standardrente (auch Eckrente) ist also die Altersrente, auf die der Eckrentner aufgrund seiner Beitragsleistung einen Anspruch erworben hat.

## Was die Standardrente / der Eckrentner nicht ist
- Dieser Eckrentner ist nicht der „Durchschnittsrentner“. Die Durchschnittsrenten weichen aus vielfältigen Gründen (Schule, Studium, Kindererziehung, Arbeitslosigkeit, überdurchschnittliches Einkommen u.v.m) deutlich von der Eckrente ab. So bezieht die Mehrzahl eine deutlich niedrigere Rente als die Standardrente. Der durchschnittlich ausgezahlte Altersrentenbetrag lag nach Abzug von Kranken- und Pflegeversicherung zum 31. Dezember 2016 bei 848 Euro im Monat.[2] Zum 31. Dezember 2023 lag der durchschnittliche Betrag, der an Rentner mit mindestens 35 Versicherungsjahren ausbezahlt wurde, bei monatlich 1.384 Euro.[3]
- Die Standardrente ist nicht dahingehend zu verstehen, dass eine Person genau 45 Jahre arbeiten muss, um diese Rente zu erhalten. Bei überdurchschnittlichem Gehalt werden die 45 Entgeltpunkte in weniger als 45 Jahren erreicht – bei niedrigerem Gehalt erst in mehr Arbeitsjahren. Außerdem werden Entgeltpunkte nicht nur für Erwerbsarbeit, sondern beispielsweise auch für Zeiten der Kindererziehung, des Krankengeldbezugs oder Zeiten der Arbeitslosigkeit gut geschrieben. Entscheidend für die Standardrente ist allein, dass sie auf 45 Entgeltpunkten beruht.